# Ла Барађа (Верчели)
Ла Барађа је насеље у Италији у округу Верчели, региону Пијемонт.
Према процени из 2011. у насељу је живело 7 становника. Насеље се налази на надморској висини од 185 м.